# الكونغرس الكولومبي

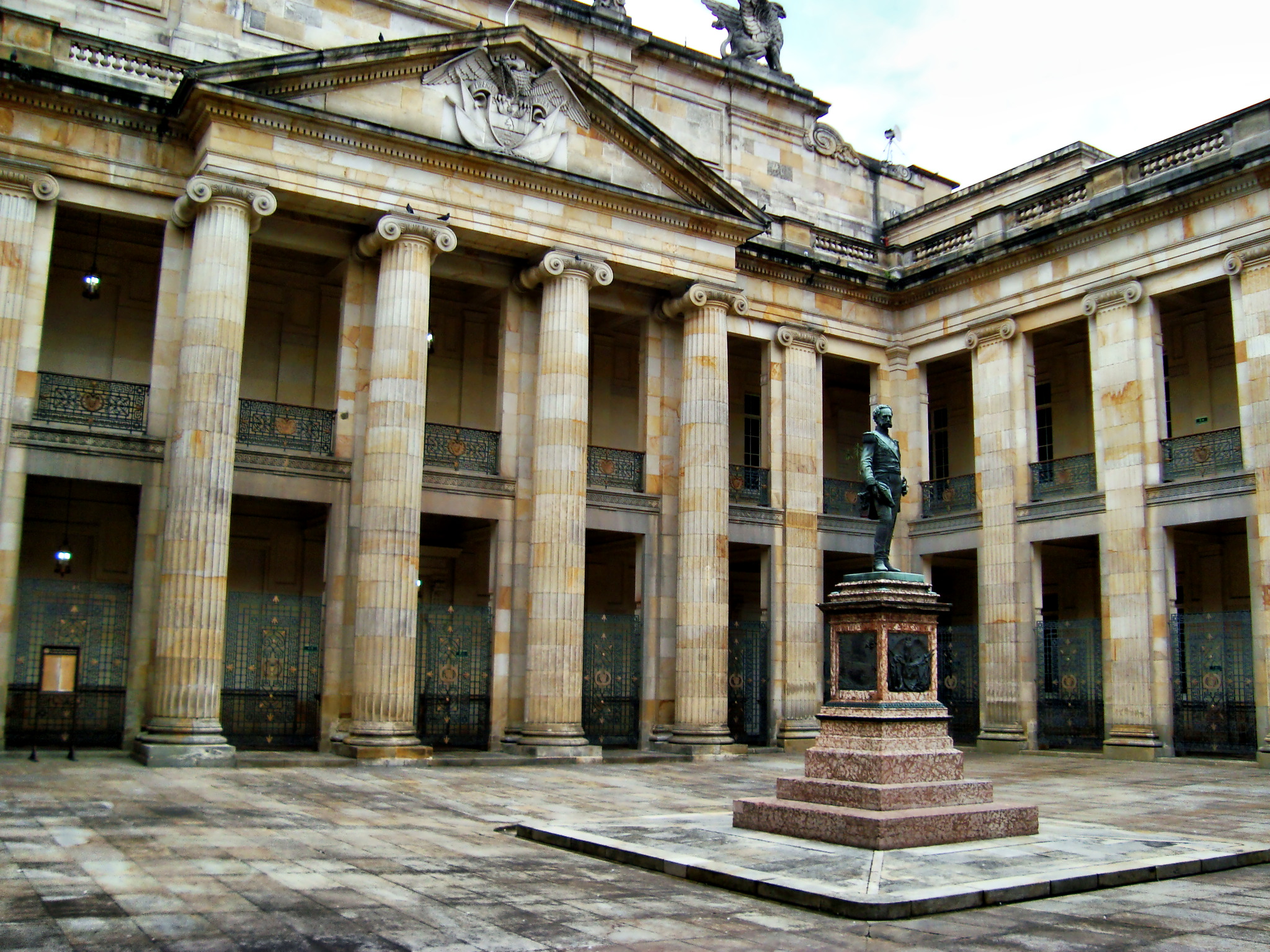
البرلمان الوطني في بوغوتا

الكونغرس الكولومبي (بالإسبانية: Congreso de la República de Colombia) هو المؤسسة الدستورية الأولى في كولومبيا والهيئة التشريعية في النظام السياسي الكولومبي. ويتألف من مجلسين هما : مجلس الشيوخ مؤلف من 102 مقعدا ومجلس نواب مكون من 166 مقعدا. وينتخب أعضاء المجلسين بالاقتراع الشعبي لمدة أربع سنوات.
وينص الدستور الكولومبي على تكوين وتنظيم وسلطات والإجراأت التشريعية للكونغرس الكولومبي. ووفقا للمادة 114 من الدستور، فإن للكونغرس جل الصلاحيات في تعديل الدستور وتشريع القانون ويمارس سيطرة سياسية على الحكومة والإدارات العمومية. وبالإضافة إلى ذلك، فإن الدستور والقانون يمنحان سلطات أخرى للكونغرس، بما في ذلك بعض السلطات القضائية مثل انتخاب كبار القضاة وغيرهم من كبار الموظفين العموميين.

## معرض صور

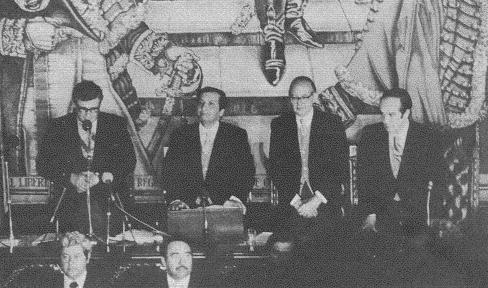
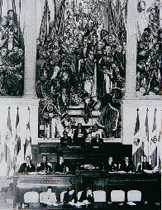
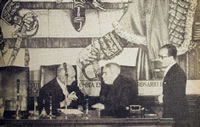
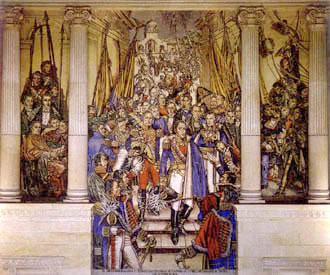

## أنظر كذلك
- مجلس النواب الكولومبي
- مجلس الشيوخ الكولومبي
- السياسية في كولومبيا
- مجالس الدول التشريعية